# Le Daim
Pour l’article ayant un titre homophone, voir Ledun.
Pour le conseiller de Louis XI, voir Olivier Le Daim.
Pour les articles homonymes, voir Daim (homonymie).
Pour plus de détails, voir Fiche technique et Distribution.
Le Daim est un film français réalisé par Quentin Dupieux, sorti en 2019.

## Synopsis
Georges, âgé de 44 ans, quitte sa banlieue pavillonnaire et plaque tout du jour au lendemain pour s'isoler dans un village de montagne. Avant son arrivée, il achète pour plus de 7 500 € en liquide la veste à franges 100 % daim de ses rêves et qui lui donne à ses yeux un « style de malade ». Dans un geste commercial, le vendeur lui offre également un camescope numérique neuf dont il n'a aucune utilité.
Georges prend une chambre d'hôtel mais, sans argent, laisse son alliance comme caution au réceptionniste. Il se rend dans un bar et sympathise avec Denise, la serveuse, et une cliente habituée en se vantant de son blouson puis en se présentant comme cinéaste en repérage pour un film. Denise se montre intéressée car elle fait du montage en amateur. Le lendemain, Georges constate qu'il ne peut plus retirer d'argent, son compte lui ayant été bloqué par sa femme. En parallèle, il développe une obsession pour son blouson en daim, lui donnant une voix et au fil de ses conversations, fantasme sur le fait d'être la seule personne sur Terre à posséder un blouson. Georges commence alors à convaincre des inconnus de les filmer en train de renoncer à porter un blouson et de lui céder le vêtement, sous prétexte d'essais pour son film. Pendant ses déplacements, Georges est épié par un garçon muet qu'il repère et chasse, lui lançant une pierre au visage. Denise est fascinée devant les images et avoue à Georges croire en son projet au point de participer au financement du film.
Le fantasme de Georges s'intensifie : il complète sa tenue par un chapeau en daim qu'il trouve sur le cadavre du réceptionniste de l'hôtel après son suicide, puis par des chaussures, tout en amassant les blousons qu'il finit par enterrer. Quand, une nuit, un passant refuse de lui céder son blouson à cause du froid, Georges finit par le tuer pour obtenir le blouson. Il réalise après coup que son blouson a des taches de sang et que Denise va voir les images d'un meurtre, mais la monteuse croit au résultat final et se montre enthousiaste. Georges va alors retrouver tous ceux qui lui ont cédé un blouson et les tuer avec une pale de ventilateur plafonnier qu'il a aiguisée.
Denise demande plus d'images et, sachant que Georges ment depuis le début sur son film, lui propose de devenir son producteur avec l’argent de son père. Soulagé, Georges veut marquer l'événement en complétant sa tenue par une paire de gants en daim. Denise prend la caméra et filme Georges au bord d'une route de montagne, pivotant sur lui-même jusqu'à ce que le père du garçon muet ne l'abatte d'un coup de fusil dans la tête. Denise récupère le blouson de Georges sur son corps et continue le tournage.
Durant le générique de fin, une scène montre Georges se filmant avec son blouson alors qu'il se rapproche d'une harde de daims.

## Fiche technique
Sauf indication contraire, les informations mentionnées dans cette section peuvent être confirmées par la base de données cinématographiques IMDb,  présente dans la section « Liens externes ».
- Titre original : Le Daim
- Réalisation, scénario, photographie et montage : Quentin Dupieux
- Son : Guillaume Le Bras
- Décors : Joan Le Boru
- Costumes : Isabelle Pannetier
- Production : Arte France Cinéma, Thomas Verhaeghe et Mathieu Verhaeghe
- Sociétés de production : Atelier de production[1] avec la participation d'Arte France Cinéma
- SOFICA : Cinémage 13
- Distribution : Diaphana (France)
- Pays d'origine : France
- Langue originale : français
- Genre : comédie
- Format : couleur
- Durée : 77 minutes
- Budget : 3 000 000 €[2]
- Dates de sortie :
  - France : 15 mai 2019 (Festival de Cannes - Quinzaine des réalisateurs), 19 juin 2019 (sortie nationale)
  - Suisse romande : 5 juillet 2019 (Festival international du film fantastique de Neuchâtel 2019)

## Distribution
- Jean Dujardin : Georges
- Adèle Haenel : Denise
- Youssef Hajdi : Olaf
- Albert Delpy : Monsieur B
- Julia Faure : Jeanne
- Marie Bunel : la salope du bar
- Thomas Blanchard : Michael
- Tom Hudson : Yann
- Pierre Gommé : Nicolas
- Laurent Nicolas : Norbert
- Coralie Russier : Vic
- Stéphane Jobert : Adrien
- Franck Lebreton : David
- Panayotis Pascot : Johnny
- Maryne Cayon : Zita

## Production

### Tournage
Le tournage débute en mars 2018 à Sarrance dans les Pyrénées-Atlantiques. Il se déroule également dans d'autres lieux de la vallée d'Aspe et du département.
À Bedous : 
- dans le bar-brasserie Café Hendaye (redécoré pour les besoins du tournage), au 12, rue Gambetta ;
- au gîte Maison Laclède, situé entre la rue Laclède et la rue Gambetta ;
- dans la rue de l'Ardoisière, au droit de la porte de l'église ;
- au croisement du chemin d'Accous et de la rue de la Croix-d'Orcun ;
- sur la D 834, entre Bedous et Accous.

À Aydius : 
- sur la D 237, devant le fronton.

À Borce : 
- à l'ancienne gare des Forges d'Abel, proche de l'entrée du tunnel routier du Somport.

À Eaux-Bonnes : 
- devant l'entrée du cinéma jouxtant la gendarmerie de la station de sports d'hiver de Gourette.

À Lacq :
- sur l'aire de repos de Lacq-Audéjos Nord de l'autoroute A 64.

À Lanne-en-Barétous :
- au fronton couvert de la place de la Mairie.

À Lées-Athas : 
- devant l'école et le fronton, rue Vierge-de-Lées.

À Mauléon-Licharre :
- dans une boutique de l'avenue d'Alsace-Lorraine.

À Navarrenx :
- dans la librairie du bouquiniste Lecrique, au 35, rue Saint-Germain.

À Oloron-Sainte-Marie :
- dans le Bar brasserie de la Poste, au 11, place de la Résistance.

À Sarrance :
- dans une maison bordant le chemin Labay et Déré Caube, au nord-est de Sarrance.

### Bande originale
- Et si tu n'existais pas - Joe Dassin
- The Long Wait - Mort Stevens (tiré de la série Hawaï police d'État)
- Symphonie no 2 en ré majeur, opus 73 - allegro non troppo - Brahms
- Love Chant - Herbert Mann / Machilo
- Love for the sake of love - Claudja Barry
- Sophisticated Lady - Duke Ellington / Bobby Hutcherson
- Get Jumpin - George Stephenson
- Cause I Need It - Dorothy Ashby
- Light 6 - Barry Morgan
- Tribes of Vibes - Lars-Luis Linek
- Match Ball - Zbigniew Stefan Gorny
- The Sick Rose - David Axelrod
- Don't make the good girls go bad - Della Humphrey
- La Longue Marche - Janko Nilovic

## Sortie

### Accueil critique
En France, le site Allociné recense une moyenne des critiques presse de 3,8 sur 5.
Pour Jérémie Couston, de Télérama, « le cinéma hautement conceptuel de Quentin Dupieux offre plusieurs niveaux de lecture. Ce qui rend ses films souvent plus plaisants à analyser qu'à regarder. Toujours à la limite de la fumisterie, ses fables absurdes oscillent entre le vide et le plein, la bêtise et la non-bêtise […]. Il faut un certain degré de tolérance à l'humour nonsensique, comme on dit au pays des Monty Python, pour accepter l'intrigue ultra minimaliste du Daim. »
Pour Christophe Narbonne de Première, « Comédie existentielle aux accents bis relativement amusante, Le Daim ne fait ni avancer ni reculer la cause Dupieux ».
Pour Camille Nevers, de Libération, le film réunit « les deux acteurs qui synthétisent et cristallisent ce qui est arrivé de mieux et de pire au cinéma français récemment » : Jean Dujardin, premier rôle de J'accuse sorti en salles quelques mois plus tard, et Adèle Haenel, « héroïne du film le plus fort de l’année : l’entretien live d’une heure à Mediapart le 4 novembre » au sujet de son témoignage contre Christophe Ruggia. La chroniqueuse établit un parallèle entre le rôle d'Adèle Haenel dans le film, « qui vient donner un sens, peut-être un semblant de cohérence opportune à l’absurde global », « en apprentie monteuse DIY qui adore remettre les films dans l’ordre », et la façon dont elle « est venue reprendre en main le cinéma français » et « toute la mise en scène d’un monde devenu daim, dur, dingue ».
Les critiques du « Masque & la Plume » sont unanimes : le cinéaste français a sans doute réalisé là l'un de ses meilleurs films.

### Box-office
- France : 213 649 entrées[11]

## Distinction

### Sélection
- Festival de Cannes 2019 : section Quinzaine des réalisateurs

### Revue de presse
- Hervé Aubron, « Le Daim » Le Nouveau Magazine littéraire no 18, Le Nouveau Magazine pensées et littéraire, Paris, juin 2019, p. 63,  (ISSN 2606-1368)